# Pedicularis filiculiformis
Pedicularis filiculiformis är en snyltrotsväxtart som beskrevs av Tsoong. Pedicularis filiculiformis ingår i släktet spiror, och familjen snyltrotsväxter. Utöver nominatformen finns också underarten P. f. dolichorhyncha.